# Slurpasaur
Mit Slurpasaur (Kombination aus den englischen Begriffen slurp > schlürfen und dinosaur) wird eine Filmtechnik bezeichnet, in der verkleidete, echte Tiere andere Arten wie Dinosaurier, Urzeittiere und Riesenmonster darstellen sollen.

## Prinzip
Diese Technik wurde überwiegend in Low Budget-Produktionen eingesetzt, da die Szenen wesentlich schneller, und somit kostengünstiger, als mit der aufwendigen Stop-Motion-Technik oder mit Darstellern in Kostümen umgesetzt werden konnten.
Für Slurpasaurier wurden meist Reptilien wie Warane und Echsen sowie Alligatoren verwendet. Vereinzelt kamen auch Elefanten (als Mammuts), Schlangen oder Spinnen zum Einsatz.
Die Tiere wurden oft mit zusätzlich befestigten Imitationen von Knochenplatten, Hörnern und Schädelkämmen versehen, um ihnen ein gefährliches Äußeres zu verleihen. In einigen Filmen wurde jedoch darauf verzichtet, um die Kosten noch weiter zu senken.
Da die Tiere in nachgebauten Landschaften gefilmt, verlangsamt abgespielt und optisch vergrößert wurden, zählt die Slurpasaur-Technik zu den Miniatureffekten. Diese Szenen wurden dann zwischen Realszenen geschnitten oder via Rückprojektion mit Schauspielern und anderen Kulissen kombiniert. Später kam auch die Bluescreen-Technik zum Einsatz.

## Problematik
Filmtechnisch: Im Gegensatz zu der sonst in Monster- und Dinosaurierfilmen verwendeten Stop-Motion-Technik wirken die auf diese Art dargestellten Saurier natürlich und agil. Doch aufgrund der Anatomie und des Verhältnisses von Augen- und Kopfgröße zum Körper sind die Tiere aber klar als Kleinreptilien bzw. bekannte Arten zu erkennen und überzeugen daher wenig.
Ethisch: Aus Sicht des Tierschutzes ist die Slurpasaur-Technik inzwischen nicht mehr vertretbar.
So ließ man in One Million B.C. (1940) zwei Tiere miteinander bis aufs Blut kämpfen und zeigte den verendenden Waran. Trotzdem resümierte das Lexikon des internationalen Films: „Amüsante Trickaufnahmen sorgen immerhin für einige Kurzweil.“
In Versunkene Welt (1960) wurde ein ähnlicher Kampf wiederholt und man ließ die Tiere am Ende sogar tief abstürzen und in einer anderen Szene von Geröll verschütten. In Valley of the Dragons (1961) wurden Echsen regelrecht ins Bild und aufeinander geworfen.
Bei den Filmstudios war man sich der Probleme bewusst und ließ kein Behind-the-Scenes-Material publik werden, es existieren nur sehr wenige Fotos von Dreharbeiten.
Mitte der 1960er Jahre hatte die Slurpasaur-Technik ausgedient.

## Slurpasaur-Filme
Der erste Film in dem Slurpasaurier eingesetzt wurden, ist Brute Force (1914) von D.W. Griffith. Allerdings wurden die Tiere hier noch nicht optisch vergrößert. Für einen T-Rex-ähnlichen Dinosaurier verwendete Griffith dann eine lebensgroße Attrappe mit beweglichem Maul und Schwanz.
Erstmals in einer großen Filmproduktion wurden Slurpasaurier in One Million B.C. / Tumak, Herrscher des Urwalds (1940) eingesetzt. Roy Seawright und Elmer Raguse waren 1941 für ihre Arbeit in der Kategorie Beste Spezialeffekte für den Oscar nominiert. Diese Szenen wurden später zusammen mit weiterem übrig gebliebenem Material in mehreren anderen Filmen als Stock Footage verwendet, darunter King Dinosaur (1955) und das mexikanische Tumark-Remake La Isla de los Dinosaurios (1967).

### Weitere Filme
- The Mysterious Island (1929)[12]
- The Secret of the Loch (1934)[13]
- Tarzan, Bezwinger der Wüste (1943)
- Insel der unberührten Frauen / Untamed Women (1952)[14]
- Godzilla raids again (1955) – Stock Footage, nur in der US-Version
- The Cyclops (1957)[15]
- Die Reise zum Mittelpunkt der Erde (1959)
- Versunkene Welt (1960)
- Valley of the Dragons (1961)[16]
- Eine Million Jahre vor unserer Zeit (1966) – eine Szene, sonst Stop-Motion
- Time Tunnel – Episode: Jagd durch die Zeiten (1966) – Stock Footage aus Versunkene Welt
- Island of the Lost (1967)[17]